# Baureihenschema der DB

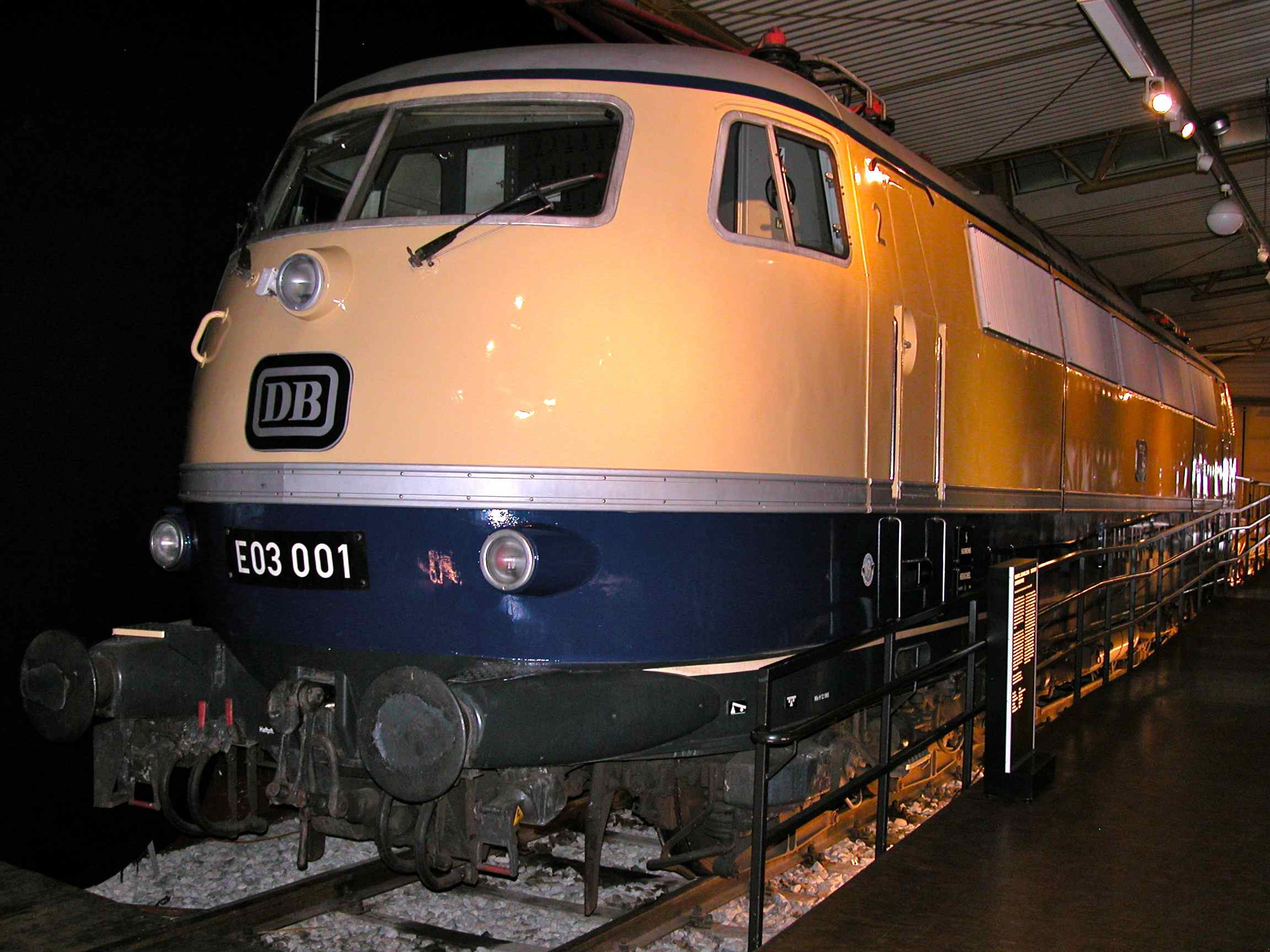
Elektrolokomotive Baureihe 103 mit altem Baureihenschema bis 1968 und DB-Logo der Deutschen Bundesbahn

Das Baureihenschema der Deutschen Bundesbahn entsprach bis 1968 weitgehend dem Baureihenschema der Deutschen Reichsbahn. Für Akkumulator- und Verbrennungstriebwagen wurde 1948 ein neues Schema eingeführt, da für diese Fahrzeuge noch kein praktikables System vorlag.
1968 wurde im Rahmen des Übergangs der UIC-Bahnen auf computerlesbare Fahrzeugnummern ein neues Baureihenschema eingeführt.

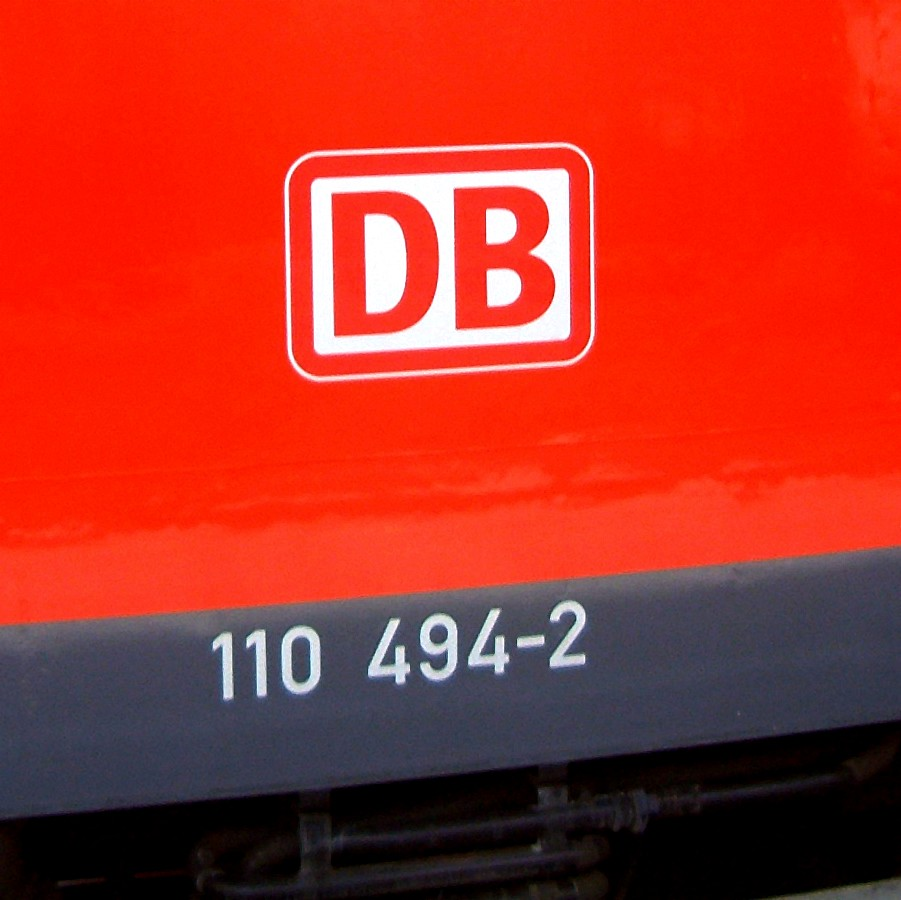
Elektrolokomotive der Baureihe 110 – Nummer 110 494-2

## Bis 1968
Bei den Dampflokomotiven, Elektrolokomotiven, Elektrotriebwagen und Diesellokomotiven wurde das vorhandene Baureihenschema der Deutschen Reichsbahn ohne Änderung weitergeführt. Für Triebwagen mit Verbrennungsmotoren und Akkumulatortriebwagen ergab sich die Problematik, dass noch kein adäquates System vorhanden war. Das RZA München entwickelte deshalb für diese Fahrzeuge ein analoges System, welches ab 1948 eingeführt wurde.

### Akkumulatortriebwagen
Das für die Akkumulatortriebwagen mit Wirkung vom 15. September 1948 eingeführte System war durch das RZA München bereits 1940 entwickelt worden.
Es bestand wie bei den übrigen Fahrzeugen aus der Kombination Kennbuchstabe + Stammnummer + Ordnungsnummer.
Kennbuchstaben:
- ETA – Triebwagen
- EBA – Beiwagen
- ESA – Steuerwagen

Da es sich bei allen Fahrzeugen um Gleichstrom-Fahrzeuge handelte, erhielten sie analog den übrigen Elektrotriebwagen eine führende „1“ bei der dreistelligen Stammnummer. Aufgrund der wenigen Triebwagenbauarten wurden nur wenige Gruppen entsprechend ihrem Verwendungszweck gebildet.
ETA 140 - 159: Eiltriebwagen
ETA 160 - 179: Nahverkehrstriebwagen
ETA 180 - 189: Triebwagen
Bei der Ordnungsnummer erhielten Fahrzeuge mit der 2. und 3. Wagenklasse den Nummernraum ab 001 und Fahrzeuge mit der 3. Wagenklasse den Nummernraum ab 101.
Vordere und hintere Wagenteile wurden bei zweiteiligen Fahrzeugen mit „a“ oder „b“ bezeichnet.

### Triebwagen mit Verbrennungsmotoren
Das 1948 eingeführte System ist analog den schon angewandten Systemen für die anderen Fahrzeuge aufgebaut. Es besteht aus der Kombination von Kennbuchstabe + Stammnummer + Ordnungsnummer.
Als Kennbuchstaben wurden die schon inoffiziellen verwendeten Kombinationen VT für Triebwagen, VS für Steuerwagen, VM für Mittelwagen und VB für Beiwagen verwandt.
Für die Stammnummer wurde folgende Systematik gewählt:
- VT 01 – VT 19: Triebwagen mit Drehgestellen für 120 km/h und mehr
- VT 20 – VT 39: Triebwagen mit Drehgestellen für 100 km/h bis 119 km/h
- VT 40 – VT 59: Triebwagen mit Drehgestellen für 85 km/h bis 99 km/h
- VT 60 – VT 69: Triebwagen mit Drehgestellen für 65 km/h bis 84 km/h
- VT 70 – VT 79: Triebwagen mit Lenkachsen für 65 km/h bis 85 km/h
- VT 80 – VT 89: Triebwagen mit Lenkachsen für weniger als 65 km/h
- VT 90 – VT 99: Schienenbusse, Leichttriebwagen, Schmalspurtriebwagen, Sondertriebwagen

Die erste Stelle der Ordnungsnummer (drei- oder vierstellig) gab die Art der Kraftübertragung an.
- 0 bis 4: elektrische Kraftübertragung
- 5 bis 8: hydraulische Kraftübertragung
- 9: mechanische Kraftübertragung

## Ab 1968

### Grundlegendes
Das Schema der computerlesbaren Fahrzeugnummern beruht auf einer siebenstelligen Nummer, mit der alle Fahrzeuge bezeichnet werden. Sie besteht aus einer drei- oder vierstelligen Baureihennummer, einer dreistelligen Ordnungsnummer und einer durch einen Bindestrich abgesetzten Prüfziffer.
Die Prüfziffer wird aus den ersten sechs bzw. sieben Stellen nach dem Luhn-Algorithmus berechnet. Dazu wird die Quersumme der Ziffernfolge gebildet, die sich ergibt, wenn man die sechs Ziffern abwechselnd mit 1 und 2 multipliziert (erste Stelle mit 1, zweite mit 2, dritte wieder mit 1 usw.), bei einer vierstelligen Baureihennummer wird zuerst mit 2 und dann mit 1 multipliziert usw.
Ergibt das Verdoppeln einer Ziffer eine zweistellige Zahl, so wird das Stellenergebnis der Verdopplung für die nachfolgende Quersummenbildung zunächst ebenso ziffernzerlegt. Beispiel: Zweite Ziffer einer dreistelligen Baureihe „6“ → 6 × 2 → 12 → „1“ + „2“ → 3.
Aus allen Stellen wird die Quersumme gebildet. Die Differenz dieser Quersumme zum nächsten Vielfachen von Zehn bildet die Prüfziffer. Anhand dieser kann in eingeschränktem Maße erkannt werden, ob zum Beispiel beim Notieren einer Fahrzeugnummer oder bei der Eingabe in den Computer ein Fehler passiert ist. Der verwendete Algorithmus erkennt stets, wenn eine einzelne Ziffer falsch ist. Auch Vertauschungen von zwei nebeneinanderstehenden Ziffern führen in den meisten Fällen zu einer nicht passenden Prüfziffer (jedoch nicht, wenn 0 und 9 vertauscht werden).
Baureihen, von denen mehr als 1.000 Fahrzeuge vorhanden waren, wurden in aufeinanderfolgende Baureihennummern eingruppiert.
Die erste Ziffer der dreistelligen bzw. die zweite Ziffer der vierstelligen Baureihennummer gibt die Art des Fahrzeuges an. Diese Bezeichnungsart löst die Konvention des bisherigen Schemas ab, durch Kennbuchstaben die Fahrzeugarten zu ordnen.
| Nummer | Kennbuchstabe(n) | Fahrzeugtyp                                                                 |
| ------ | ---------------- | --------------------------------------------------------------------------- |
| 0      |                  | Dampflokomotiven                                                            |
| 1      | E                | Elektrische Lokomotiven                                                     |
| 2      | V                | Brennkraftlokomotiven                                                       |
| 3      | K                | Kleinlokomotiven                                                            |
| 4      | ET               | elektrische Triebwagen ohne Akkumulatortriebwagen                           |
| 5      | ETA              | Akkumulatortriebwagen                                                       |
| 6      | VT               | Verbrennungsmotortriebwagen                                                 |
| 7      |                  | Schienenbusse und Bahndienstfahrzeuge                                       |
| 8      | ES, ESA, EB      | Steuer- und Bei- und Mittelwagen zu elektrischen Triebwagen                 |
| 9      | VS, VB, VM       | Steuer- und Bei- und Mittelwagen zu Brennkrafttriebwagen und Schienenbussen |

Die Kennbuchstaben des früheren Schemas wurden zwar in die erste Ziffer der dreistelligen Baureihennummer übertragen, dennoch wurden die Kennbuchstaben im Schriftverkehr und in Veröffentlichungen häufig falsch weiterverwendet. Wird von einer E 110 gesprochen, ist also vermutlich eine E 10 / 110 gemeint, wird von einer V 216 gesprochen, ist also vermutlich eine V 160 / 216 gemeint.
Dampfloktender erhielten keine eigene Fahrzeugnummer, sondern trugen die Nummer des Zugfahrzeuges, mit dem sie gekuppelt sind.
Steuer- und Beiwagen erhalten soweit möglich jeweils die Baureihenkennziffern der zugehörigen Triebwagen (Beispiel: VT 11.5 wird Baureihe 601 mit Mittelwagen 901). Varianten eines Fahrzeuges erhalten nach Möglichkeit die folgende Baureihennummer (Beispiel: Baureihe 601 wird durch Einbau einer Gasturbine zu Baureihe 602).

### Beispiele
| Elektrolokomotive der Baureihe 110 – Nummer 110 494-2 |                                                                |
| 110                                                   | Baureihennummer → erste Ziffer (1) steht für Elektrolokomotive |
| 494                                                   | Ordnungsnummer                                                 |
| 2                                                     | Prüfziffer                                                     |

110 494-2:
```
Nummer:        1  1  0   4  9  4
Multiplikator: 1  2  1   2  1  2
Ergebnis:      1  2  0   8  9  8
Quersumme:     1+ 2+ 0+  8+ 9+ 8 = 28
Differenz zum nächsthöheren Vielfachen von 10: (30-28=) 2
2 = Prüfziffer
```

101 108-9:
```
Nummer:        1  0  1   1  0  8
Multiplikator: 1  2  1   2  1  2
Ergebnis:      1  0  1   2  0 16
Quersumme:     1+ 0+ 1+  2+ 0+1+6 = 11
Differenz zum nächsthöheren Vielfachen von 10: (20-11=) 9
9 = Prüfziffer
```

### Dampflokomotiven
Dampflokomotiven wurde als auslaufende Gattung die Null zugeordnet. Die zuvor bereits nach dem Verwendungszweck praktizierte Einteilung der Dampflokbaureihen wurde weitergeführt. Innerhalb des DB-Schemas gab es also folgende Gruppen:
| Nummer  | Fahrzeugtyp                                |
| ------- | ------------------------------------------ |
| 001–019 | Schnellzug-Lokomotiven                     |
| 020–039 | Personenzug-Lokomotiven                    |
| 040–059 | Güterzug-Lokomotiven                       |
| 060–079 | Personen- und Schnellzug-Tenderlokomotiven |
| 080–096 | Güterzugtenderloks                         |
| 097–098 | Zahnrad- und Lokalbahn-Lokomotiven         |
| 099     | Schmalspur-Lokomotiven                     |

Die Umzeichnung der Dampflokbaureihen erfolgte in der Regel durch Voranstellen einer Null. Beispiele: Dampflok Baureihe 23 wurde Baureihe 023. Falls zuvor in einer Baureihe verschiedener Einheitstypen zusammengefasst und durch abgegrenzte Ordnungsnummernbereiche voneinander abgegrenzt waren, wurden im neuen Schema jeweils eigene Baureihennummern vergeben (Beispiele: Dampflok Baureihe 01 wurde Baureihe 001, Baureihe 01.10 wurde Baureihe 011 (kohlegefeuert) und 012 (ölgefeuert)). Die Baureihe 41 wurde eingeteilt in die Nummern 041 (kohlegefeuert) und 042 (ölgefeuert). Die Baureihe 44 bekam die Nummern 044 (kohlegefeuert) und 043 (ölgefeuert). Die Baureihe 50 wurde eingeteilt in die Ordnungsnummern 050 bis 053. Die Tausenderstellen wurden entsprechend in die Ordnungsnummern aufgerechnet (Bsp.: aus 50 028 wurde 050 028-0, aus 50 2428 wurde 052 428-0). Bei Länderbahnbauarten wurden die Baureihennummern auch in solchen Fällen direkt übertragen. Bei allen Baureihen entfielen die Tausenderstellen in den Ordnungsnummern. Aus einer Baureihe 38.40 wurde eine Baureihe 038. Im Allgemeinen wurde im Sprachgebrauch die erste Null nicht mitgesprochen. Die Baureihen 011 und 012 stellen allerdings Ausnahmen dar.

### Elektrolokomotiven
Elektrolokomotiven wurden als wichtigste Traktionsart eingeschätzt, daher wurde ihnen die Eins zugeordnet.
Elektrolokomotiven wurden in der Regel überführt, indem statt des bisherigen Kennbuchstabens „E“ eine 1 vorangestellt wurde.
Beispielsweise wurden Einheits-Elektrolokomotiven der Baureihe E 40 in 140, der Baureihe E 10 in 110 und der Baureihe E 10.12 in 112 umgezeichnet. Innerhalb des DB-Schemas gab es folgende grobe Gruppeneinteilung:
| Nummer  | Fahrzeugtyp            |
| ------- | ---------------------- |
| 101–119 | Schnellzug-Lokomotiven |
| 120–149 | Mehrzweck-Lokomotiven  |
| 150–159 | Güterzug-Lokomotiven   |
| 160–169 | Rangier-Lokomotiven    |
| 170–179 | Mehrzweck-Lokomotiven  |
| 180–189 | Mehrsystem-Lokomotiven |
| 190-199 | Güterzug-Lokomotiven   |

### Diesellokomotiven
Bei Dieselfahrzeugen war im alten Schema die Baureihennummer proportional zur projektierten Motorleistung, so dass zwei- und dreistellige Baureihennummern vorlagen. Die zweistelligen Nummern wurden wiederum direkt überführt (Beispiele: Baureihe V 60 wurde Baureihe 260, Baureihe V80 wurde Baureihe 280), bei den dreistelligen wurde bei der Umzeichnung die letzte Ziffer der Baureihennummer gestrichen (Beispiel: Baureihe V 160 wurde Baureihe 216). Auch hier wurden Varianten in aufeinanderfolgende Baureihennummern eingruppiert (Beispiele: Baureihe V 200.0 wurde Baureihe 220, Baureihe V200.1 wurde Baureihe 221; die V 160-Familie, bestehend aus V 160, V 160 lang/V 160.3/V 168, V 162, V 164 und V 169 wurde in die Nummern 216, 215, 217, 218/210 und 219 eingeteilt.) Die beiden verbliebenen Schmalspurloks der Baureihe V 29 wurden in die Baureihe 299 eingegliedert.

### Kleinlokomotiven
Die Kleinlokomotiven erhielten im neuen Nummernplan die Kennziffer „3“. Die zweite Ziffer kennzeichnet die Leistungsklasse (nach dem Stand von 1955). Die dritte Ziffer unterscheidet nach Höchstgeschwindigkeit, Bremsbauart und Antriebsart (Ketten- oder Gelenkwellenantrieb). Kleinlokomotiven der vormaligen Gattung Ka erhielten die neue Baureihenbezeichnung 381 (Vorkriegsbauarten) und 382 (neuere Bauarten). Die vorhandenen Schmalspur-Kleinlokomotiven der Inselbahn Wangerooge wurden zur Baureihe 329. 1987 wurden auch die Diesellokomotiven der DB-Baureihe 260/261 den Kleinlokomotiven zugeordnet und erhielten die Baureihenbezeichnung 360/361.

## Änderungen ab 1. Januar 1992 (Gemeinsames Baureihenschema DR und DB)
Im Rahmen der Vereinigung der beiden deutschen Staatsbahnen Deutsche Bundesbahn und Deutsche Reichsbahn war es erforderlich, ein einheitliches System zu schaffen. Aufgrund der Anzahl der umzuzeichnenden Fahrzeuge und der besseren Systematik des DB-Systems wurde entschieden, das Schema der DB weiterzuführen. Im Rahmen des Umstellungsprozesses kam es auch zu einigen geringfügigen Anpassungen des Systems. 
- Alle Baureihen der DR bekamen eine neue Baureihennummer; die bisherigen Ordnungsnummern der Loks wurden jedoch überwiegend beibehalten.
- Museumsfahrzeuge erhielten eine von der traditionellen Betriebsnummer abweichende Baureihenkennzeichnung, die jedoch nur im Führerhaus und in der EDV-Abrechnung angeschrieben war. Dabei entsprach die erste Ziffer der Baureihe der Traktionsart, als zweite und dritte Ziffer erhielten die Fahrzeuge die 88. Museumsdampfloks erhielten somit die EDV-Baureihe 088 und Museums-Elektroloks die 188 usw. Bei der Ordnungsnummer wurde versucht, diese an die bisherige Baureihe anzupassen. Außen angeschrieben steht dabei immer die früher regulär getragene Nummer.
- Bei- und Mittelwagen erhalten die Ordnungsnummern 001 bis 599 und Steuerwagen die Ordnungsnummern 601 bis 999.
- Alle Schmalspurtriebfahrzeuge erhielten neue Ordnungsnummern, die keinen Rückschluss auf die bisherige Betriebsnummer zuließen. Die erste Ziffer der Ordnungsnummer dient der Unterscheidung der Spurweite (1 = 1000 mm,  6 = 600 mm, 7 = 750 mm, 9 = 900 mm).
  - Schmalspurdampflokomotiven der DR wurden in die Baureihe 099 eingegliedert. Bei der DB waren zu diesem Zeitpunkt keine Schmalspurdampfloks mehr in Betrieb.
  - Schmalspurige Diesellokomotiven der DR wurden in die Baureihe 299 eingestellt. Bei der DB waren zu diesem Zeitpunkt keine Schmalspurdieselloks mehr in Betrieb.
  - Schmalspurige Kleinlokomotiven wurden in die Baureihe 399 neu eingeordnet. Dies betraf auch einige Fahrzeuge der Wangerooger Inselbahn.
- Im Vorgriff auf den Umzeichnungsplan wurde die DB-Baureihe 112 (E10.12) 1991 in die Baureihe 113 umgezeichnet. In die Baureihe 112 wurde dann die DR-Baureihe 212 eingeordnet.

Siehe auch: Umzeichnungsplan für Schmalspurtriebfahrzeuge 1992